# Storia dei veicoli stradali a vapore

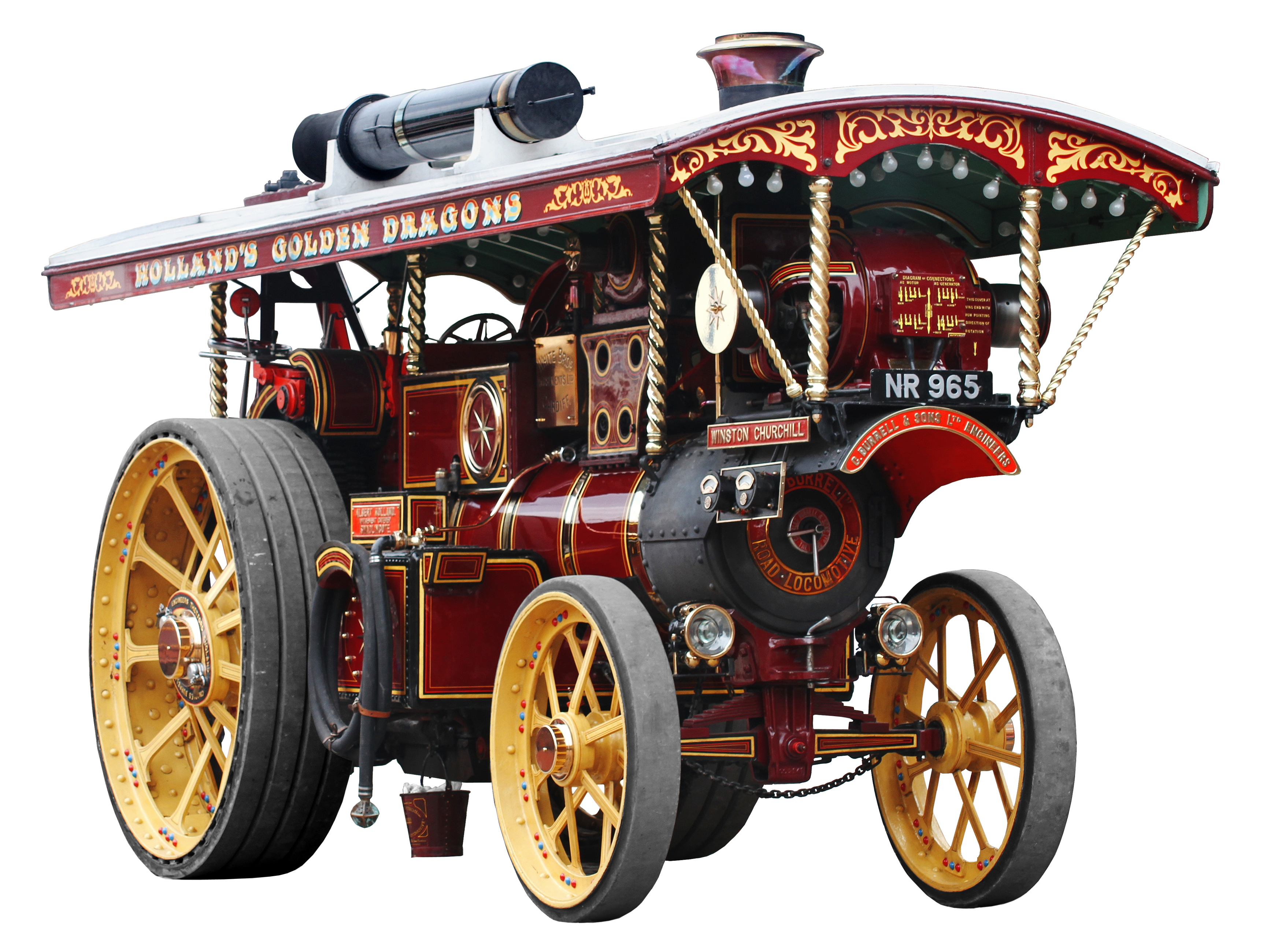
Locomotiva a vapore da strada inglese

La storia dei veicoli stradali a vapore riguarda lo sviluppo di mezzi di trasporto alimentati da motori a vapore impiegati su strada e indipendenti da rotaie.
Mezzi di questo tipo vennero impiegati sia per il trasporto convenzionale di persone o merci, come nel caso delle automobili a vapore e dei carri a vapore, sia nell'agricoltura e nel trasporti di carichi pesanti, come nel caso dei trattori a vapore
I primi prototipi vennero costruiti nei secoli XVIII e XIX, tuttavia fu solo grazie all'apporto di Richard Trevithick nello sviluppo di motori ad alta pressione che questi mezzi divennero una realtà concreta. La prima metà del XIX secolo vide importanti progressi nello sviluppo di veicoli a vapore, e attorno alla metà del secolo fu possibile la produzione su base commerciale. Questi progressi vennero smorzati dalle normative legali, che limitavano, e in alcuni casi proibivano, l'utilizzo di mezzi a vapore su strada. Nonostante ciò, tra gli anni '80 dell'800 e gli anni 20 del '900, sia le tecniche di produzione che i veicoli stessi videro continui miglioramenti, e questi ultimi vennero impiegati per un numero sempre maggiore di applicazioni. Il rapido sviluppo dei motori a combustione interna, avvenuto nel XX secolo, mise fine all'utilizzo dei motori a vapore all'interno dei veicoli; alcuni mezzi a vapore rimasero in uso fino a dopo la seconda guerra mondiale.
Molti veicoli di questo tipo vennero acquistati da appassionati, e ad oggi ne esistono ancora numerosi esemplari. Negli anni '60, i problemi dovuti all'inquinamento in California, portarono, per un breve periodo, allo studio di veicoli a vapore come alternativa atta a ridurre lo smog. Fatta eccezione per veicoli posseduti da appassionati, riproduzioni e prototipi sperimentali, ad oggi non vengono prodotti veicoli a vapore.
I primi veicoli a vapore, che ai tempi erano inconsueti ma non rari, presentano notevoli svantaggi per gli standard del XXI secolo. Essi richiedevano molto tempo per essere avviati, poiché occorreva che l'acqua raggiungesse il punto di ebollizione, in modo tale da generare vapore. I veicoli di questo tipo inoltre utilizzavano carbone come combustibile, ingombrante, e che doveva essere caricato (di solito utilizzando una pala) dapprima sul veicolo e in seguito all'interno della caldaia. Le ceneri prodotte in seguito alla combustione dovevano in seguito essere rimosse. Il motore inoltre aveva bisogno di essere rifornito di acqua oltre che di combustibile. La maggior parte dei veicoli montava ruote metalliche, che non garantivano una buona trazione. Essendo inoltre molto pesanti, questi veicoli non garantivano accelerazione e velocità elevate, raggiungendo al massimo i 32 km/h. Infine, questi veicoli producevano fumi di scarico come farebbe un camino, e la manutenzione era lasciata al possessore del mezzo.
Con l'evolvere della tecnologia, i veicoli iniziarono ad utilizzare carburanti liquidi come il kerosene, ruote in gomma, e condensatori per recuperare acqua dal vapore, inoltre furono resi più leggeri. Queste migliorie tuttavia non resero i veicoli a vapore in grado di competere con quelli a combustione interna, che rimasero la tecnologia principe nel corso del XX secolo.

## Primi pionieri

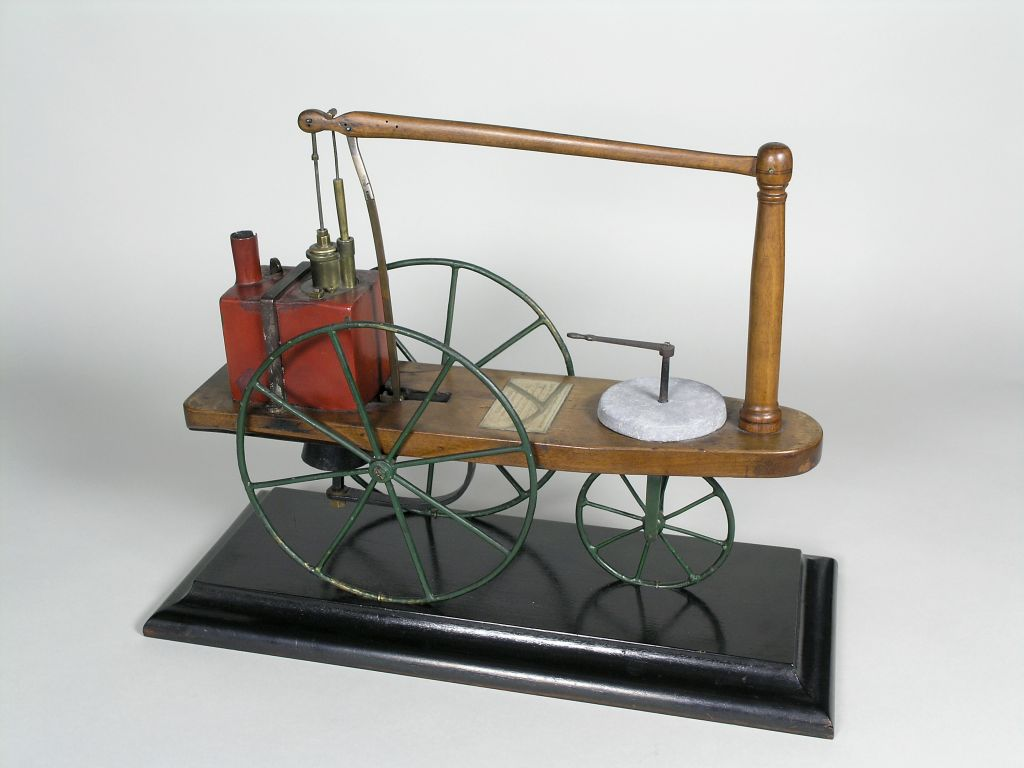
Il modello di carrozza a vapore di Murdoch del 1784, ora al museo di scienze Thinktank, Birmingham

Le prime ricerche nell'ambito dei motori a vapore prima del 1700 miravano alla costruzione di veicoli e navi semoventi. La prima applicazione pratica fu tuttavia all'interno di fabbriche, che utilizzavano ingombranti motori a bassa pressione. Ridurne la grandezza per adattarli al trasporto su strada avrebbe comportato un aumento della pressione del vapore, con i rischi relativi dati dalla limitata tecnologia del tempo. Un fervente oppositore del vapore ad alta pressione fu James Watt, che, assieme a Matthew Boulton, fece tutto ciò che fu in suo potere per dissuadere William Murdoch dal costruire e brevettare una carrozza a vapore, partendo dal suo modello in scala funzionante del 1784.
Verso la fine del XVIII secolo, numerosi furono i tentativi di costruire veicoli semoventi in grado di sterzare (tra cui uno di Murdoch nel 1791, che lasciò incompiuto); molti di questi rimasero tuttavia solamente dei modelli in scala. Il progresso era ostacolato da diversi problemi riguardati il trasporto su strada nella sua accezione più generale, come ad esempio: inadeguatezza di manti stradali, ruote, freni, ammortizzatori e mancanza di motori in grado di garantire regimi di rotazione costanti, carrozzerie resistenti alle vibrazioni e sistemi di sterzo.

### La carrozza a vapore di Verbiest

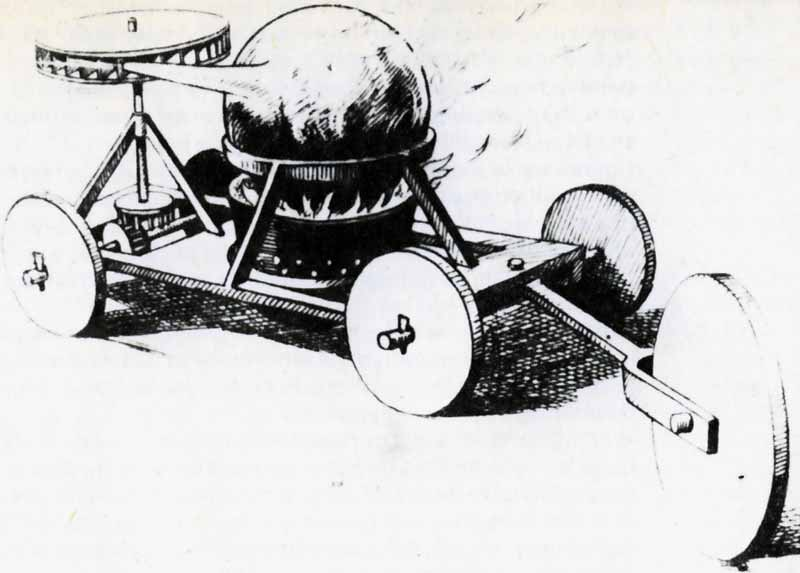
Carrozza a vapore di Verbiest del 1679

Ferdinand Verbiest è indicato come il primo ad aver costruito quella che possiamo chiamare una carrozza a vapore, attorno al 1665, tuttavia le informazioni a riguardo sono scarse. Sembra inoltre che l'italiano Grimaldi e il francese Nolet si ispirarono al veicolo di Verbiest per lo sviluppo delle loro carrozze rispettivamente nel 1671 e nel 1748.

### "Fardier à vapeur", il carro di Cugnot

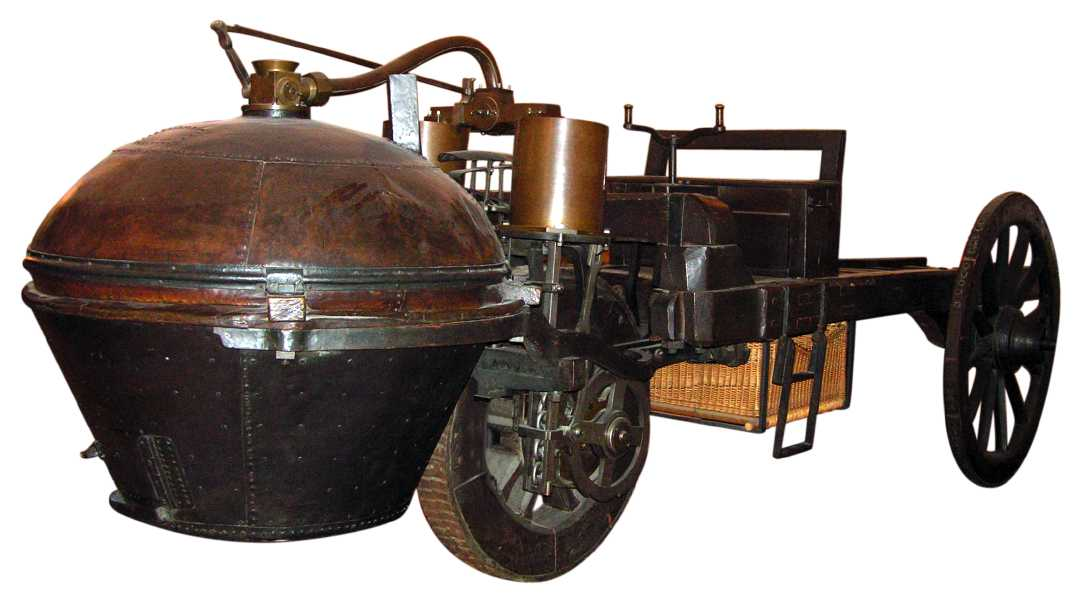
"Fardier à vapeur" ("Carro a vapore") di Cugnot del 1769

A Joseph Nicolas Cugnot si deve l'invenzione di quella che può considerarsi la prima automobile, di fatto un carro a vapore a tre ruote in grado di sterzare tramite un timone. Al primo modello, creato nel 1769, ne seguì un secondo con impianto frenante migliorato nel 1771, che avrebbe dovuto essere utilizzato dall'esercito francese. Il fardier di Cugnot venne concepito per trasportare fino a 4 tonnellate di peso e viaggiare ad una velocità di 4 km/h. Esistono evidenze che dimostrano l'effettivo funzionamento del veicolo, il quale rimase comunque un esperimento di breve durata per via dell'intrinseca instabilità e delle performance non all'altezza dell'esercito.

### Carrozza a vapore di Symington
Nel 1786 William Symington costruì una carrozza a vapore.

### Auto a vapore di Fourness e Ashworth
Robert Fourness e James Ashworth ottennero il brevetto numero 1674 del dicembre 1788 per un'auto a vapore.

### Carrozza a vapore di Trevithick

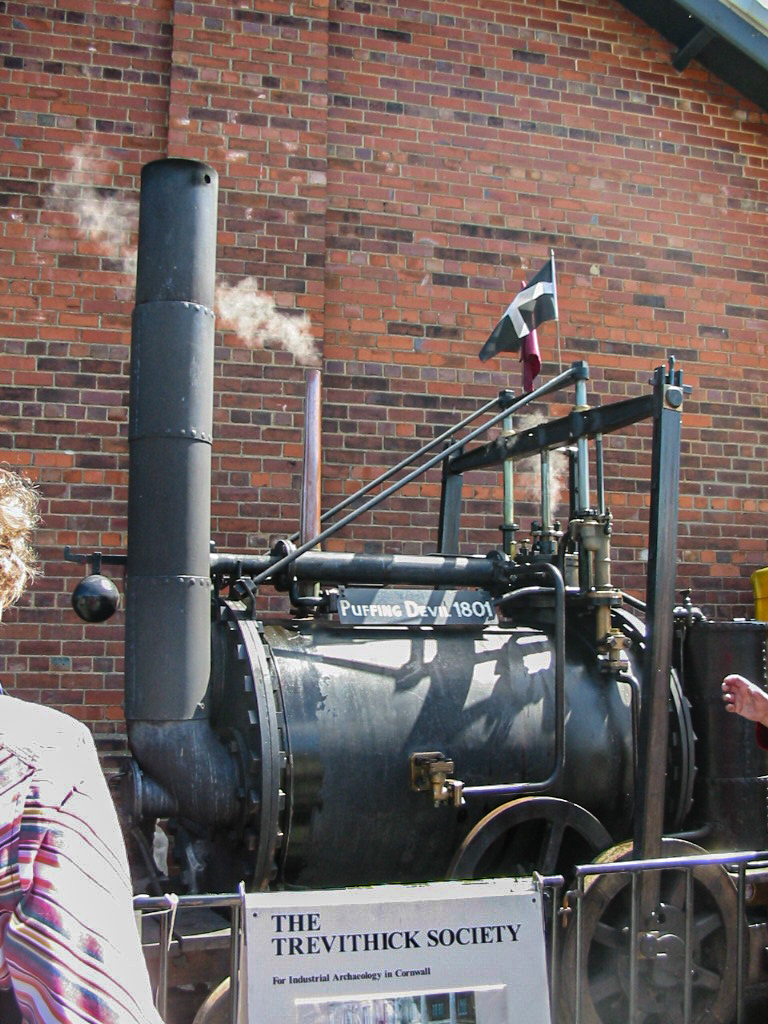
Una replica della locomotiva stradale Puffing Devil di Trevithick del 1801

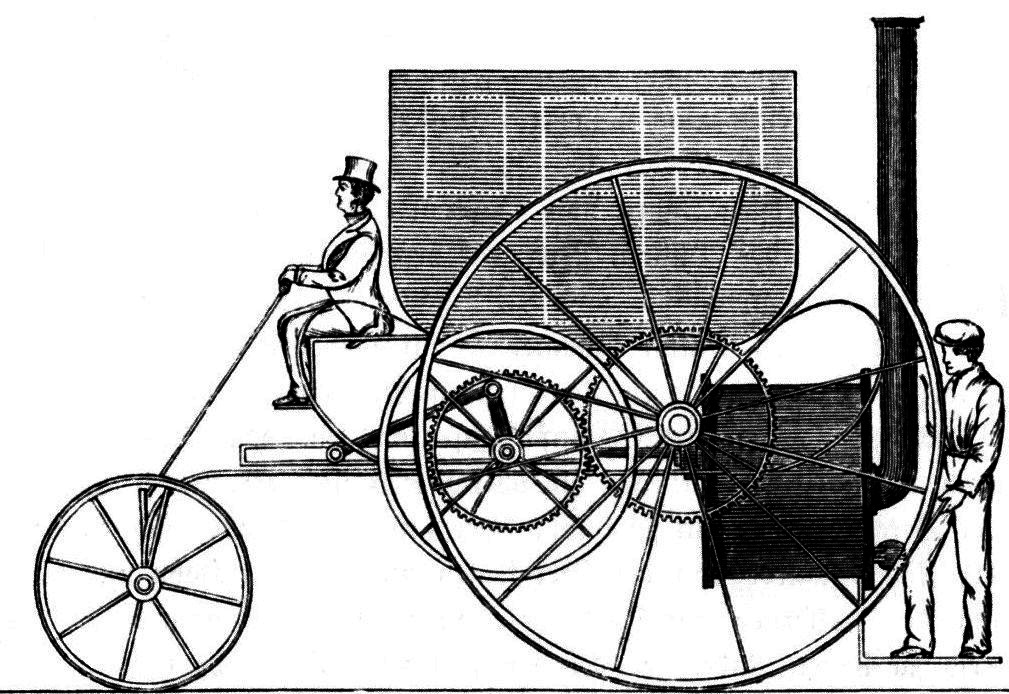
La carrozza a vapore londinese di Trevithick del 1803

Nel 1801 Richard Trevithick costruì un veicolo a vapore sperimentale, chiamato Puffing Devil (diavolo che sbuffa), equipaggiato di una camera di combustione interna alla caldaia, un solo cilindro verticale il cui movimento veniva trasmesso direttamente alle ruote tramite bielle. Il veicolo aveva un peso di 1520 kg a pieno, e poteva raggiungere una velocità di 14.5 km/h in piano. Il primo test venne eseguito senza conducente, il che causò la distruzione del veicolo.
Poco tempo dopo Trevithick costruì la London Steam Carriage (carrozza a vapore londinese) che venne operata con successo a Londra nel 1803, tuttavia il progetto non attirò l'interesse del pubblico.
Riferendosi al veicolo creato da Trevithick, uno scrittore inglese di nome Mickleham coniò il termine motore a vapore, 1822:

### Veicolo anfibio a vapore di Evans

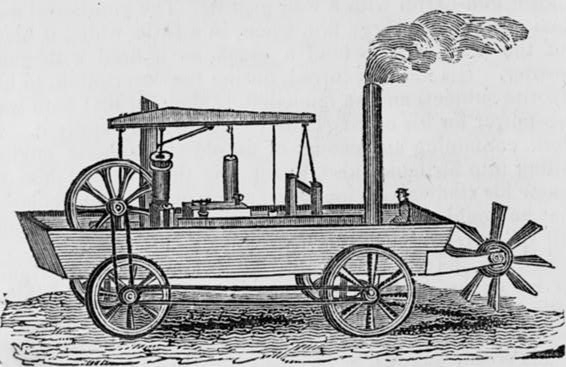
Il Oruktor amphibolos di Evans del 1805

Nel 1805 Oliver Evans costruì il Oruktor amphibolos (scavatore anfibio), una draga a fondo piatto che egli stesso modificò in modo tale da permetterne l'utilizzo sia in acqua che sulla terraferma, ed alimentata da un motore a vapore. Questo veicolo sarebbe il primo mezzo anfibio oltre che il primo veicolo a vapore da strada ad essere operato negli Stati Uniti. I progetti di questa macchina tuttavia non sono arrivati fino a noi, e le uniche notizie dei traguardi da essa raggiunti sono riportati dallo stesso Evans. Analisi successive delle descrizioni di Evans suggeriscono che il motore da 5 cavalli difficilmente avrebbe potuto spingere il veicolo sia su terra che in acqua, e che il percorso scelto per la prova di funzionamento avrebbe permesso alla forza di gravità di influire positivamente sul movimento del veicolo. Per quanto riguarda il movimento in acqua, anche in questo caso, sarebbero state le correnti a permettere lo spostamento del mezzo. Il Oruktor amphibolos non ebbe successo, e dopo alcuni anni di inattività, venne smantellato.

### Carrozza a vapore di Summers e Ogle
Attorno al 1831 William Alltoft Summers e Nathaniel Ogle costruirono due carrozze a vapore a tre ruote. Nello stesso anno il funzionamento della macchina venne dimostrato ad una commissione della Camera dei Deputati.
Nel 1932 una delle loro carrozze, intraprese diversi viaggi partendo da Southampton, giungendo a Birmingham, Londra, Liverpool e Oxford.
Un articolo di giornale del giugno del 1833 descrive una dimostrazione a Londra:

## I primi servizi di trasporto a vapore

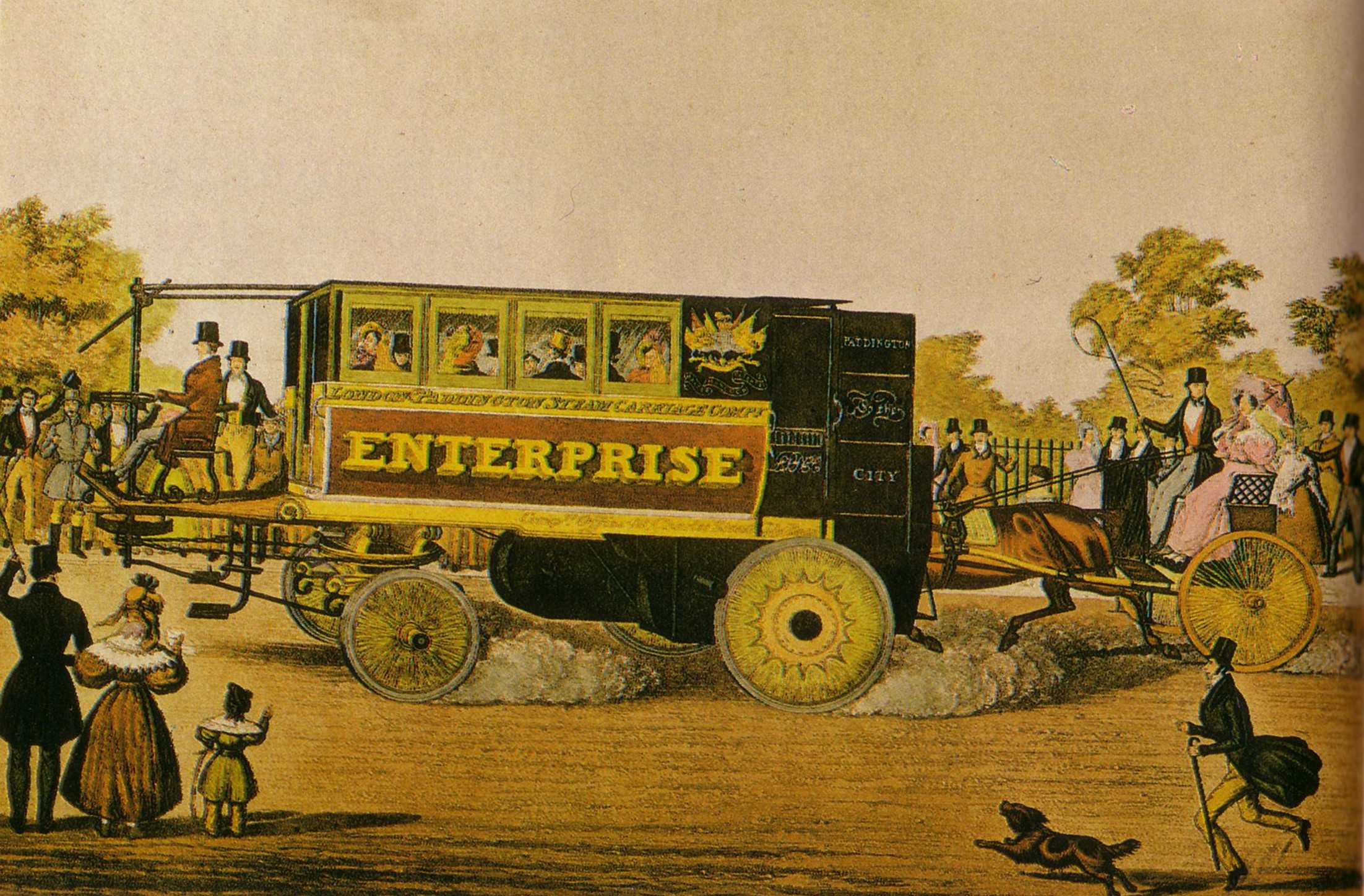
Autobus a vapore Enterprise di Hancock del 1833

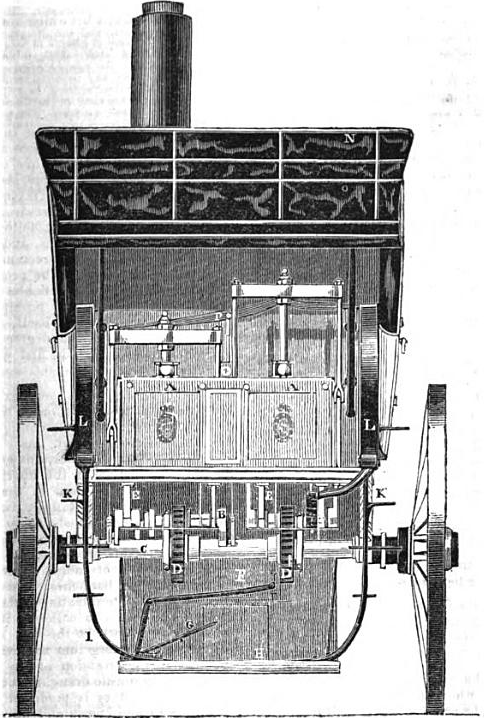
Carrozza a vapore di Russell con caldaia posta al di sotto dell'asse e due pistoni nel 1834

Negli anni '30 dell'800, si svilupparono servizi si trasporto pubblico a vapore di successo. Tra i più famosi si annoverano quelli gestiti da Sir Goldsworthy Gurney e Walter Hancock in Inghilterra e da John Scott Russel in Scozia. Tuttavia, il costo elevato dei pedaggi stradali imposto dai Turnpike Acts scoraggiò l'utilizzo dei mezzi a vapore a favore del trasporto tramite carrozze tradizionali. Questa situazione si protrasse fino a che il trasporto su binari non si diffuse negli anni '40 e '50.
Sir James C. Anderson e il suo collega ingegnere Jasper Wheeler Rogers introdussero i veicoli a vapore in Irlanda. I due crearono i loro mezzi negli anni '30 e '40 dell'800, dove promossero una rete di trasporto estesa su tutta l'isola, che sfruttasse le strade utilizzate dal servizio postale irlandese. Un articolo del 1838 sul Cork Southern Report riguardante la "diligenza a vapore" di Anderson, riporta il modo in cui Anderson e suo padre spesero "una fortuna nella costruzione di ventinove carrozze fallimentari, per poi avere successo con la trentesima". Jasper Rogers costruì le sue auto in un'ex fabbrica di vetro flint, Fort Chrystal, situata in quella che oggi è la zona di East Wall di Dublino.
All'interesse verso il miglioramento del trasporto di merci e persone, Rogers e Anderson affiancarono il sostegno alla diffusione di mezzi di trasporto individuali poiché gli operatori, personale della rete stradale, e le squadre di lavoro necessarie a alla manutenzione del sistema erano di gran lunga maggiori in numero rispetto a quelle impiegate nel solo settore ferroviario, in un momento in cui Rogers e Anderson stavano cercando di massimizzare il numero di occupati in Irlanda.
Essi videro nelle ferrovie un diretto concorrente che avrebbe ridotto la necessità di manodopera nell'ambito dei trasporti irlandesi. Parallelamente, una rete ferroviaria nazionale avrebbe ridotto il numero di destinazioni disponibili, anziché espanderlo.
Il sistema di trasporti proposto da Rogers e Anderson invece avrebbe avuto bisogno di una grande quantità di stazioni di servizio per i rifornimenti di acqua e carburante, le quali avrebbero potuto ospitare una forza di polizia stradale e depositi per telegrammi. Sostanzialmente ogni villaggio irlandese, per quanto isolato, avrebbe potuto rappresentare un nodo della rete dei trasporti. Le popolazioni locali avrebbero potuto guadagnare denaro extra trasportando rocce alle stazioni di rifornimento; queste rocce sarebbero in seguito servite per ampliare, riparare e mantenere la rete stradale. Infine, ogni villaggio avrebbe avuto bisogno di una equipe dedita alla manutenzione delle strade locali.

## Applicazioni militari dei veicoli stradali a vapore
Durante la guerra di Crimea un trattore a vapore venne impiegato per trainare diversi rimorchi.
Negli anni '70 dell'800 diversi eserciti sperimentarono l'utilizzo di trattori a vapore per trainare treni stradali di approvvigionamenti.
Nel 1898 treni stradali con trattore a vapore e fino a quattro semirimorchi, vennero impiegati per effettuare manovre militari in Inghilterra.
Nel 1900 la John Fowler & Co. fornì treni stradali corazzati destinati all'utilizzo nella seconda guerra boera da parte delle forze armate britanniche.

## L'età vittoriana del vapore
Sebbene gli ingegneri avessero sviluppato sofisticati veicoli stradali a vapore, questi ultimi non conobbero lo stesso successo raggiunto dalle imbarcazioni e dai mezzi ferroviari a vapore nel corso dell'800, la cosiddetta età del vapore.
L'azienda produttrice di veicoli Ransomes, Sims and Jefferies Limited costruì nel 1841 un motore a vapore portatile, ovvero un motore a vapore destinato all'uso agricolo montato su ruote, che poteva essere trasportato di fattoria in fattoria da cavalli. L'anno successivo l'azienda automatizzò il processo, rendendo il mezzo in grado di spostarsi tra le fattorie in autonomia.
Il Locomotive Act del 1861 impose un limite di velocità (il primo della storia) di 5 mph (8 km/h) all'interno delle città e di 10 mph (16 km/h) al di fuori, valido per tutte le "locomotive da strada". Questa legge di fatto ridusse grandemente il numero di veicoli a motore dalle strade. Nella versione del 1865 (nota come Red Flag Act) i limiti vennero ulteriormente abbassati a 2 mph (3.2 km/h) in città e 4 mph (6.4 km/h) nelle campagne. La legge imponeva inoltre la presenza di un uomo che precedesse la vettura brandendo una bandiera rossa (o una lanterna nelle ore notturne), e dava alle autorità il potere decisionale sugli orari entro i quali era consentito l'utilizzo delle strade ai mezzi motorizzati. La sola eccezione a queste norme riguardava i tram, i quali, dal 1879 in avanti, poterono operare grazie a licenze della camera di commercio.
In Francia la situazione era diametralmente opposta, nel 1861 infatti venne autorizzata per legge la circolazione su strada dei veicoli a vapore. Sebbene ciò portò a notevoli progressi tecnologici, i veicoli a vapore rimasero una rarità.
L'insostenibile competizione con la rete ferroviaria ridusse la necessità di veicoli a vapore. Dal 1860 in avanti l'attenzione fu posta sullo sviluppo di trattori a vapore, che potevano essere impiegati per il taglio della legna, la mietitura, il trasporto di carichi eccezionali troppo voluminosi per i treni. Furono costruiti infine anche autocarri a vapore, generalmente impiegati nel trasporto di materiali pesanti prelevati dalle stazioni ferroviarie e dai porti.

### Macchina a vapore di Rickett di Buckingham
Nel 1854 Thomas Rickett di Buckingham costruì la prima di una lunga serie di auto a vapore. Nel 1858 seguì una seconda auto, che assomigliava ad una piccola locomotiva ed era composta da: un motore a vapore che trasmetteva il movimento a due larghe ruote posteriori tramite una catena, ed una ruota anteriore che permetteva al veicolo di sterzare. L'auto aveva un peso di circa 1.5 tonnellate e poteva raggiungere una velocità di punta di 12 mph (19.3 km/h).
Due anni dopo Rickett costruì un nuovo e più pesante veicolo. Questo modello montava una trasmissione ad ingranaggi in sostituzione della catena di trasmissione. Il progetto finale somigliava molto ad una locomotiva ferroviaria, i cilindri erano agganciati direttamente sull'asse motore tramite bielle.

### Carrozza a vapore di Roper

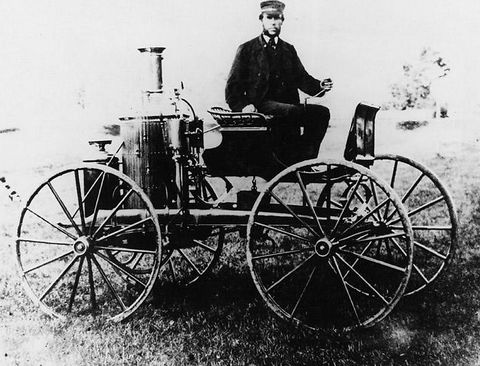
Roper a bordo di una carrozza a vapore all'incirca nel 1870

Nel 1863 Sylvester H. Roper compì un giro di Boston a bordo di un'auto a vapore da lui stesso inventata. Un esemplare di questa serie venne conservato all'Henry Ford Museum e fino al 1972 rappresentò l'auto più antica della collezione. Nel periodo compreso tra il 1867 e il 1869 Roper costruì un velocipede a vapore, che potrebbe considerarsi la prima motocicletta della storia. Roper morì di arresto cardiaco nel 1869 testando una delle sue motociclette.

### Carrozza a vapore di Manzetti
Nel 1864 l'inventore italiano Innocenzo Manzetti costruì una vettura a vapore monocilindrica con caldaia posta nella parte frontale del veicolo.

### Auto di Holt
Nel 1866 H.P. Holt costruì una piccola vettura a vapore in grado di raggiungere le 20 miglia orarie (32 km/h) in piano. L'auto aveva una caldaia nella parte posteriore e due motori, ciascuno dei quali collegato ad una delle due ruote posteriori per mezzo di una catena.

### Carrozza a vapore di Taylor

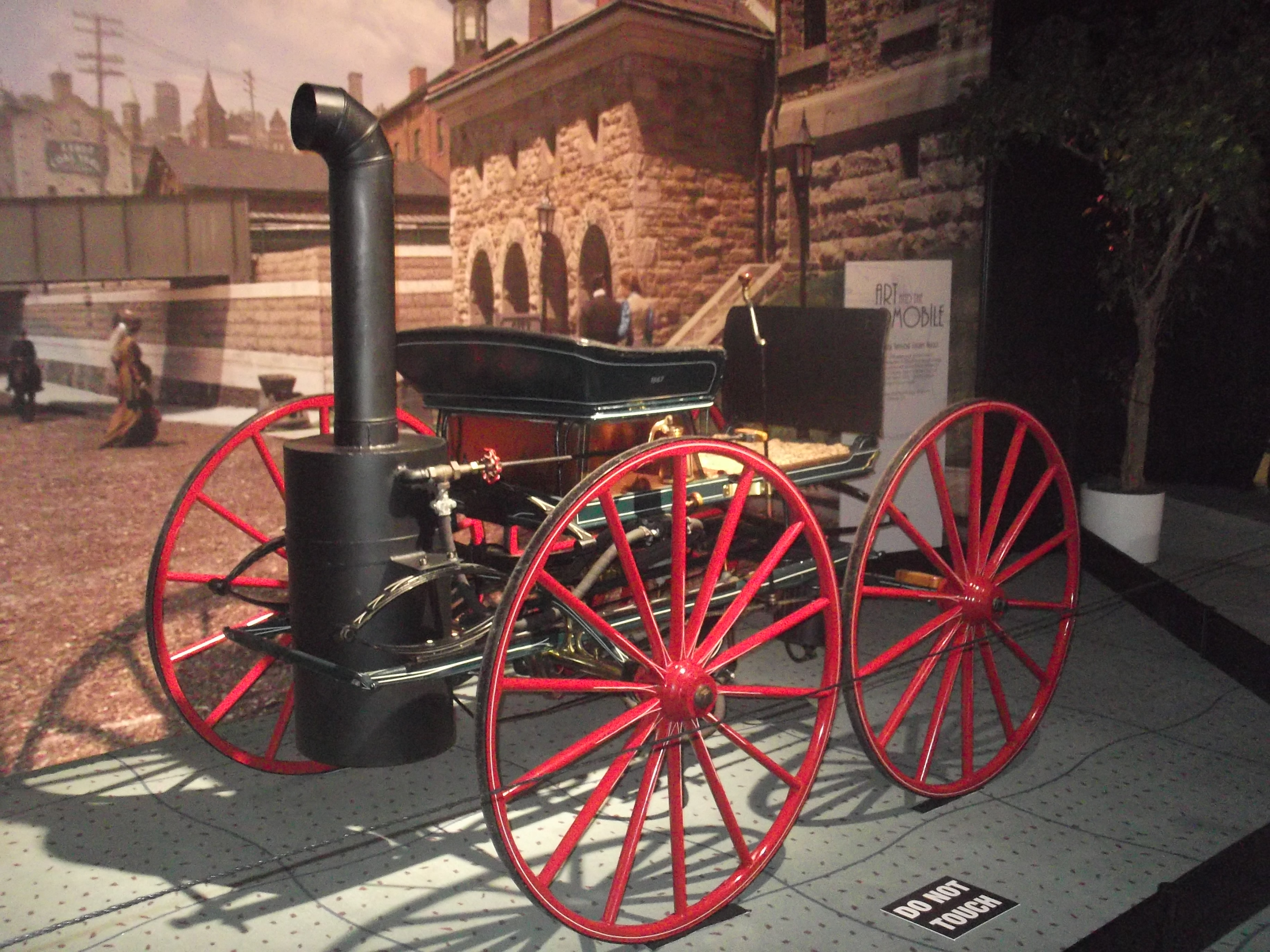
La carrozza a vapore di Taylor del 1867

Nel 1867, e poi anche l'anno seguente, il gioielliere canadese Henry Seth Taylor presentò la il suo modello di carrozza a vapore alla Fiera di Stanstead. Il prototipo venne derivato da una carrozza con ruote alte dotata di rinforzi atti a sostenere il motore.

### Velocipede a vapore di Michaux-Perreaux

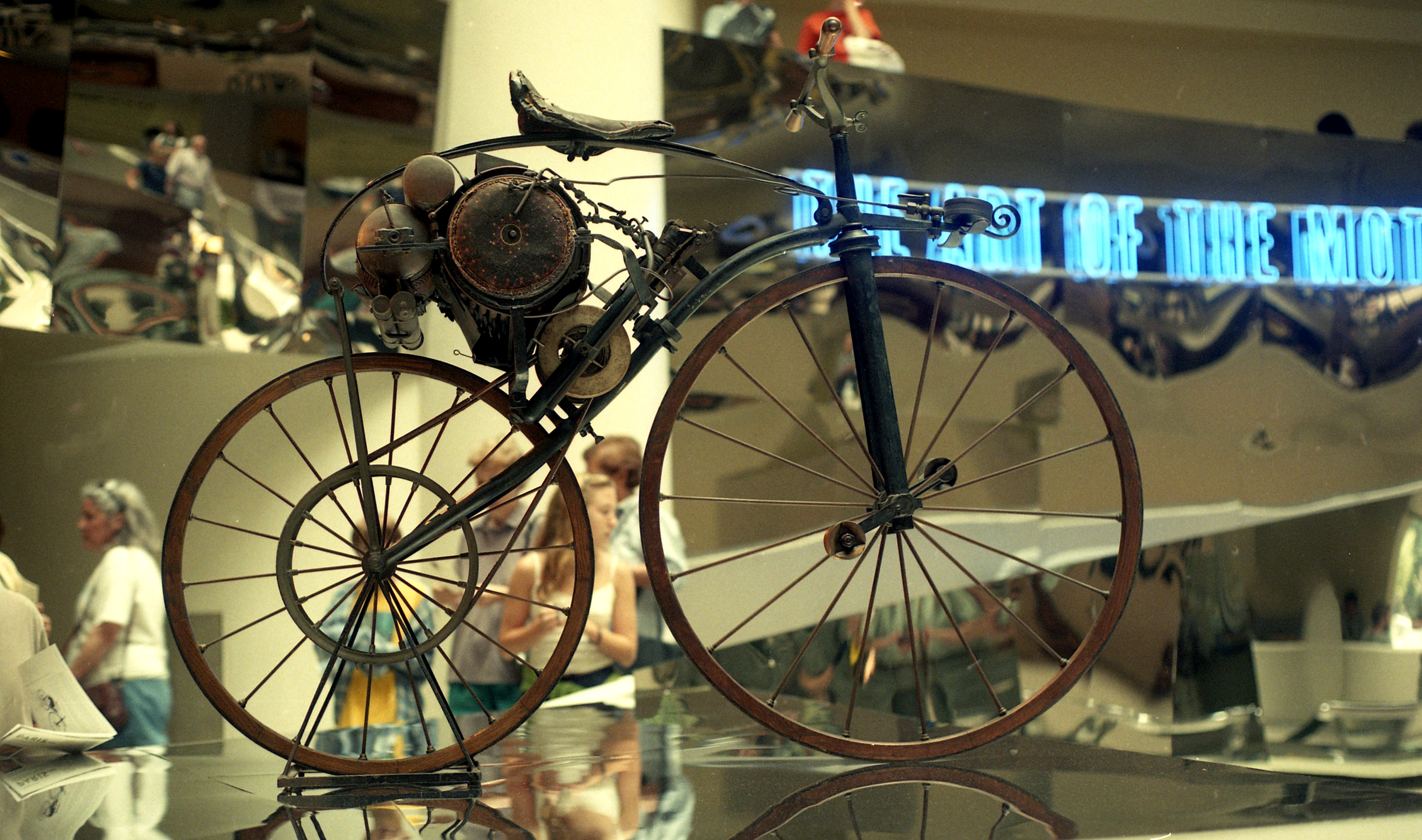
Il velocipede a vapore di Michaux-Perreaux in mostra alla mostra The Art of the Motorcycle al Guggenheim di New York nel 1998

Tra il 1867 e il 1869 vide la luce il velocipede a vapore Michaux-Perreaux, dall'unione di un motore a vapore creato da Louis-Guillaume Perreaux e di un telaio di Pierre Michaux. Il mezzo è ufficialmente riconosciuto come la prima moto della storia (assieme al velocipede di Roper). L'unico esemplare esistente si trova al Musée de l'Île-de-France de Sceaux e venne esposto durante la mostra The Art of the Motorcycle di New York del 1998.

### Carrozza a vapore di J.H. Knight di Farnham
Tra il 1868 e il 1870 John Henry Knight di Farnham costruì una carrozza a vapore su quattro ruote che originariamente montava un motore monocilindrico.

### Locomotiva a vapore di Catley e Ayres di York
Nel 1869 fu creato un triciclo spinto da un motore a due cilindri contrapposti. Il motore era collegato ad una sola delle due delle ruote posteriori. La caldaia era montata posteriormente, e ricoperta da un involucro in mogano. La camera di combustione e la canna fumaria erano invece ricoperte da uno strato in rame. Il peso totale del veicolo si aggirava attorno alla tonnellata.\

### Locomotiva di Thomson di Edimburgo

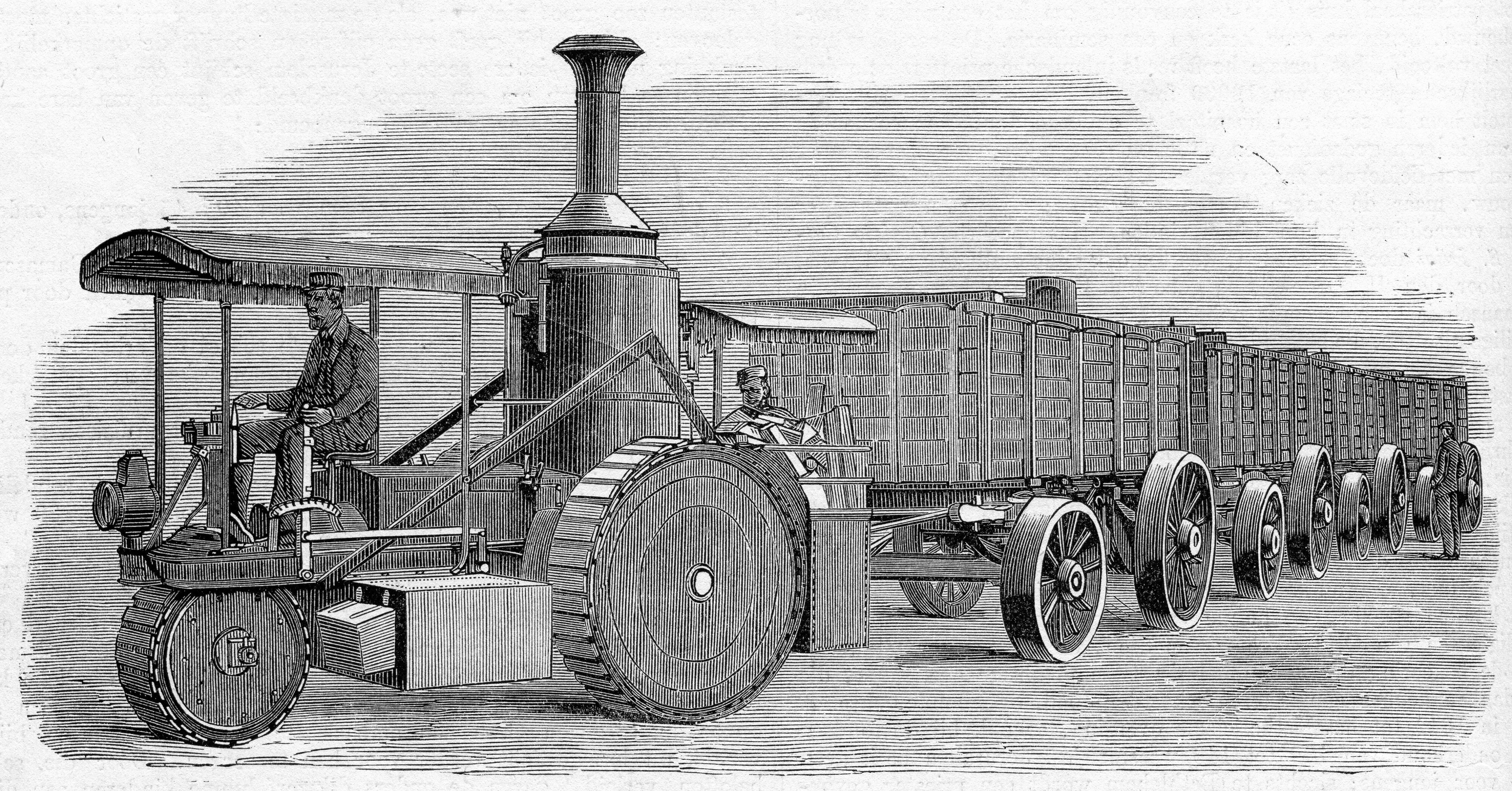
Locomotiva di Thomson con vagoni carichi di carbone (incisione del 1870)

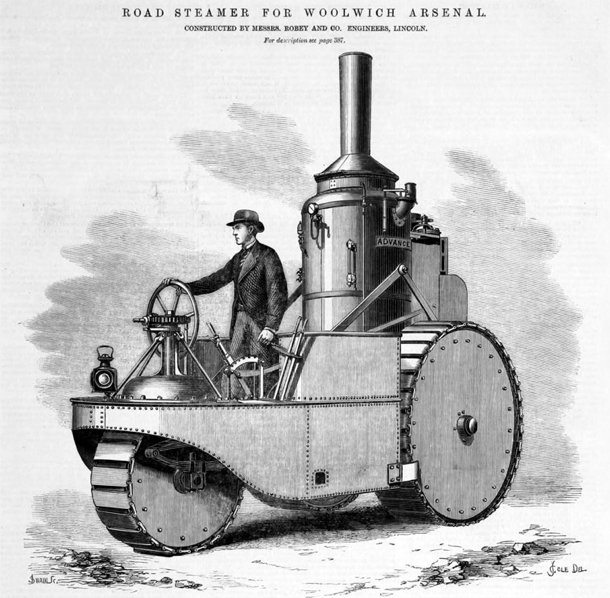
Locomotiva di Robey costruita sulla base del progetto di Thomson

Nel 1869 la locomotiva costruita da Robert William Thomson di Edimburgo divenne famosa per avere ruote ricoperte da pneumatici in gomma. I primi prototipi, costruiti presso la bottega di Leith di proprietà di Thomson, avevano tre ruote, di cui una anteriore posta direttamente al di sotto del volante. le gomme, spesse 125 mm, possedevano una dentatura che garantiva loro l'aderenza alla ruota.
In seguito Thomson commissionò la produzione alla Bowershall Iron and Engine Works, tuttavia, poiché l'azienda faticava a soddisfare la domanda, parte della produzione fu affidata alla Robey & Co di Lincoln, che nei due anni successivi consegnò 32 veicoli in versioni da 8 e 12 cavalli. Di questi 32 veicoli, una gran parte venne esportata: uno finì in Italia (per i trasporti pubblici di Bergamo), tre a Vienna in Austria, ed altri in Turchia, Australia, Nuova Zelanda, India, Irlanda, Cile, Russia e Grecia.
Nel 1877 la Robey & Co produsse un ulteriore veicolo per Thomson, per poi terminare la produzione fino al 1904, anno in cui iniziarono a costruire autocarri a vapore.

### Locomotiva di Julius Kemna

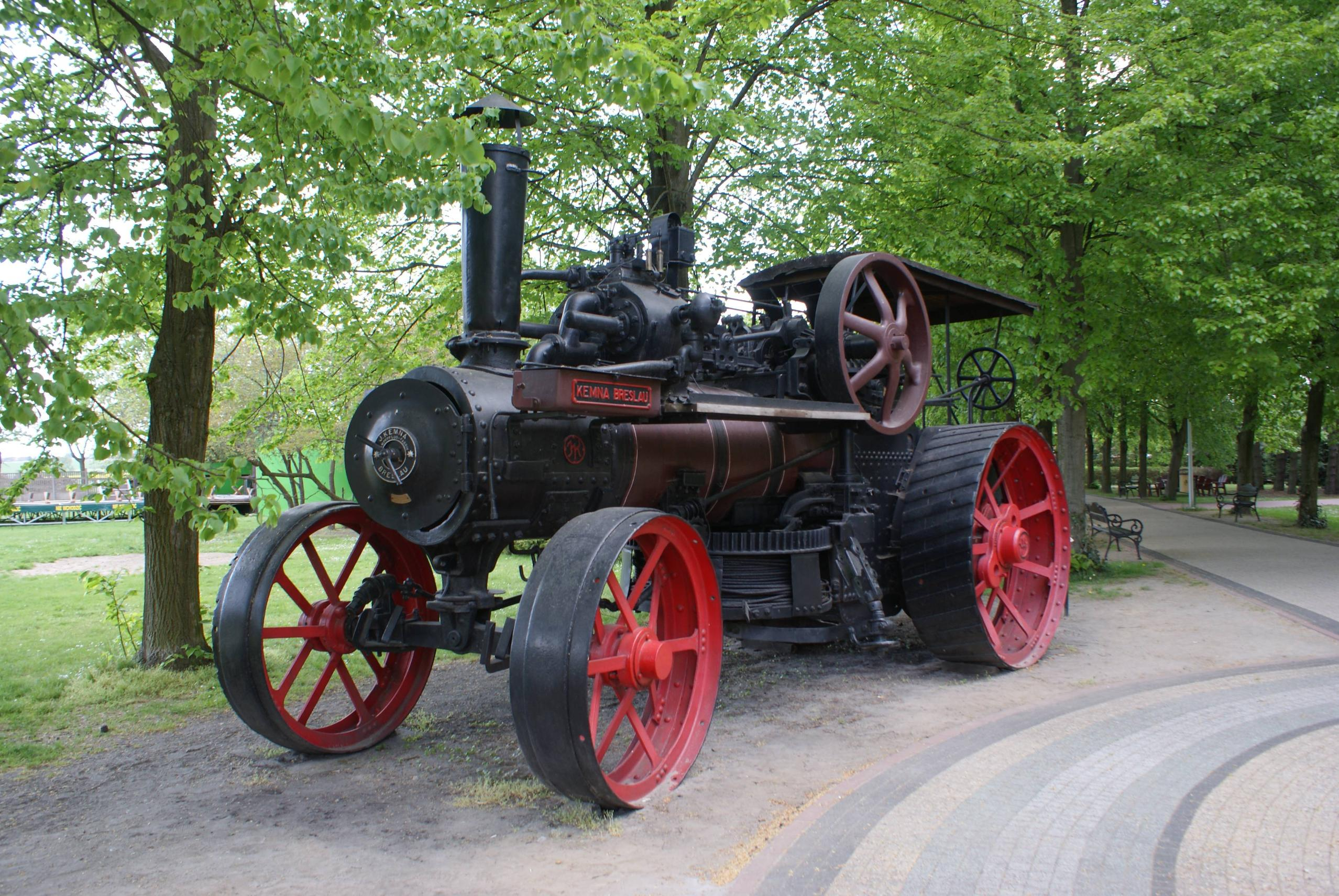
Una delle prime macchina per aratura di Kemna

Nel 1871 Julius Kemna, un industriale tedesco, iniziò a vendere macchine per la trebbiatura inglesi. Circa due anni più tardi Kemna iniziò a costruire altri tipi di veicoli a vapore, come ad esempio delle macchine schiacciasassi, per l'aratura e locomotive da strada.

### Autobus a vapore di Charles Randolph di Glasgow
Nel 1872 Charles Randolph ideò un bus a vapore, esso pesava 4.6 tonnellate ed era lungo 4.57 metri, la velocità massima della vettura era di 6 mph (9.7 km/h). Il motore si componeva di due cilindri indipendenti tra loro, ciascuno dei quali trasmetteva il movimento ad una delle ruote posteriori. Il veicolo era dotato di finestrini e specchietti retrovisori (i primi di cui si abbia notizia) e poteva trasportare fino a 6 passeggeri.

### Autobus a vapore di Bollée

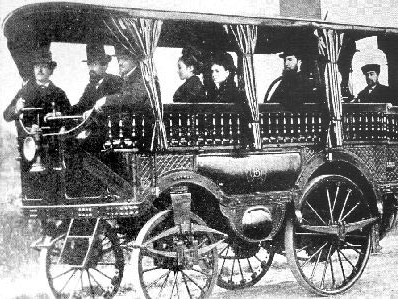
L'autobus a vapore L'Obéissante di Bollée fotografato nel 1875

Tra il 1873 e il 1883 Amédée Bollée di Le Mans costruì una serie di vetture per il trasporto passeggeri in grado di trasportare tra le 6 e le 12 persone ad una velocità di 60 km/h. Tra i vari modelli ricordiamo La Rapide, La Nouvelle, La Marie-Anne, La Mancelle e L'Obéissante. Per quanto riguarda quest'ultimo, la caldaia era posta dietro il vano passeggeri, mentre il motore si trovava nella parte frontale del veicolo. Il movimento del motore era trasmesso alle ruote posteriori per mezzo di un albero con trasmissione a catena. Il conducente sedeva appena alle spalle del motore, ed agiva su uno sterzo collegato ad un albero posto in verticale. Inoltre, già nel 1873 il veicolo poteva contare su 4 sospensioni indipendenti, una per ogni ruota.

### Vettura a vapore dei fratelli Cederholm

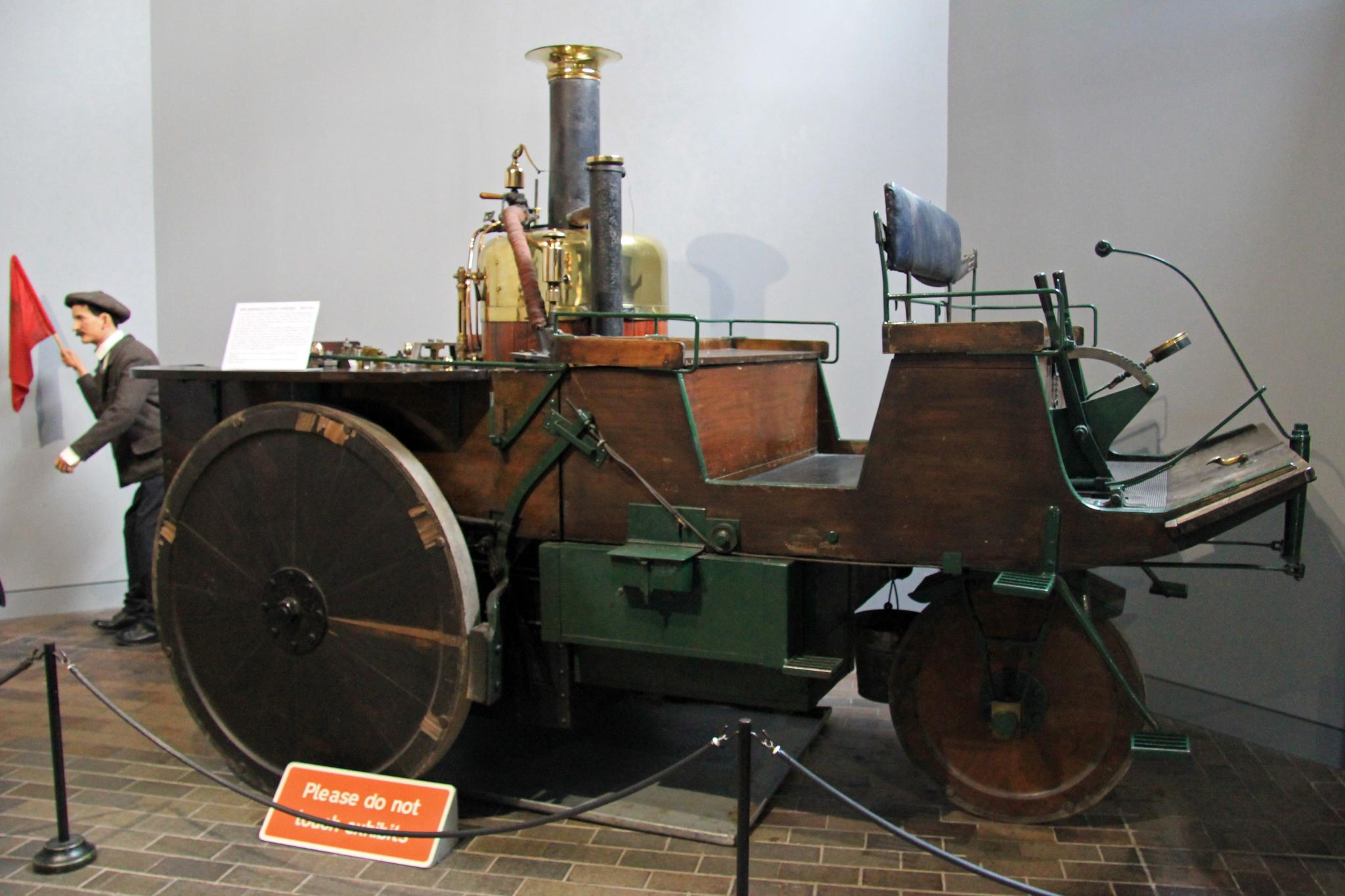
L'auto a vapore di Grenville del 1875-1880

Tra il 1875 e il 1880 R. Neville Grenville di Glastonbury ideò un triciclo a vapore che poteva viaggiare ad una velocità di 24 km/h. La vettura è arrivata fino a noi, conservata dal Bristol Museum & Art Gallery. Dal 2012 si trova al National Motor Museum.

### Auto a vapore di Grenville di Glastonbury

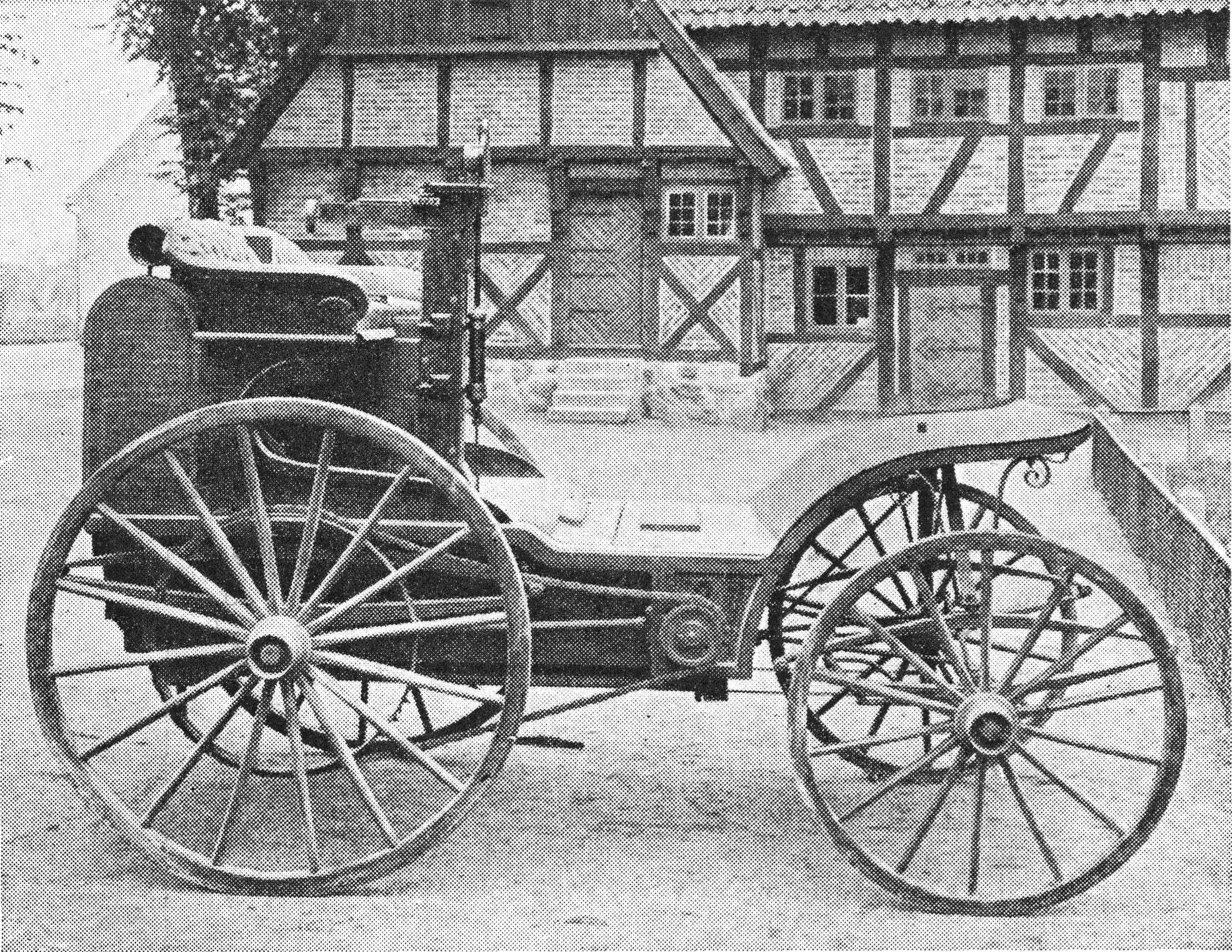
L'auto a vapore di Cederholm nel 1892

Nel 1892 i fratelli svedesi Joens e André Cederholm progettarono la loro prima autovettura, una due posti. Nel 1894 aggiornarono il progetto introducendo un condensatore. L'auto non riscosse successo.

### Macchina a vapore di Shearer

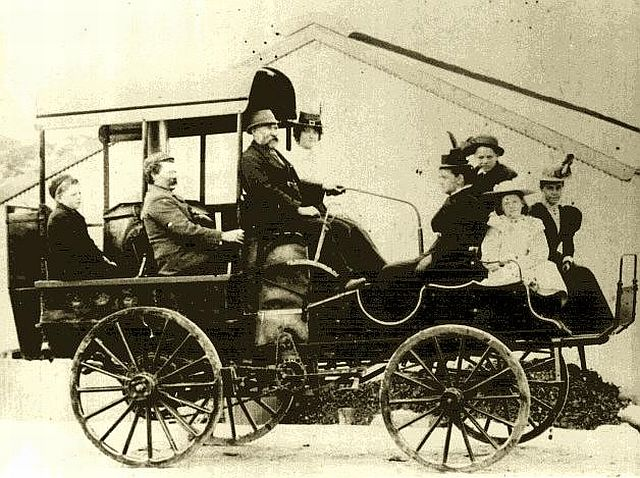
L'auto a vapore di Shearer nel 1898

Nel 1894 David Shearer progettò e costruì la prima vettura a vapore in Australia. La caldaia venne interamente progettata da Shearer. La vettura raggiungeva i 24 km/h e lo sterzo avveniva grazie ad un timone.
Grazie ad una fotografia del veicolo sappiamo che poteva trasportare 8 persone.
L'auto venne testata ufficialmente per la prima volta nel 1899.
,

### Veicoli a vapore di De Dion & Bouton
L'invenzione della caldaia flash da parte di Léon Serpollet portò alla comparsa di piccoli tricicli e quadricicli tra la fine degli anni '80 e l'inizio dei '90 del XIX secolo, in particolare di quelli prodotti da De Dion-Bouton. Queste auto riuscirono anche a partecipare a corse sulle lunghe distanze, tuttavia presto si scontrarono con la realtà delle auto a combustione interna, in particolar modo con le Peugeot, che conquistarono in breve il mercato.

### Locomobile Company of America

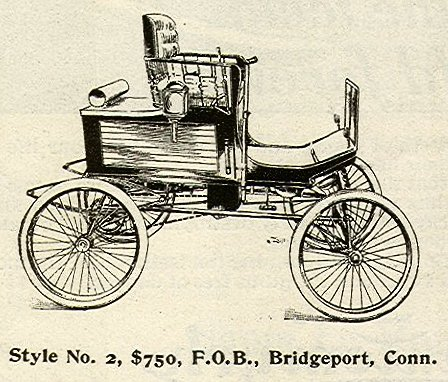
Pubblicità di una Locomobile a vapore del gennaio 1901

La compagnia americana comprò i brevetti dai fratelly Francis e Freelan Stanley e costrì auto a vapore dal 1898 al 1903. In seguito l'azienda si dedicò alla costruzione di auto a combustione interna, per poi chiudere durante la Grande depressione.

### Stanley Motor Carriage Company
Nel 1902 i gemelli Stanley costituirono la Stanley Motor Carriage Company e costruirono modelli rimasti nella storia come la Stanley Rocket del 1906, la Stanley K Raceabout del 1908 e la Stanley Steamer del 1923.
La prima auto di un presidente degli Stati Uniti fu una Stanley Steamer, utilizzata da Theodore Roosevelt.

## Prima metà del 1900
Nel 1906 il record di velocità terrestre venne infranto da un'auto a vapore della Stanley Motor Carriage Company guidata da Fred Marriott, che raggiunse i 204 km/h a Ormond Beach. Il record rimase tale fino al 1910, e fino al 2009 se si considerano solamente veicoli stradali a vapore

### Doble

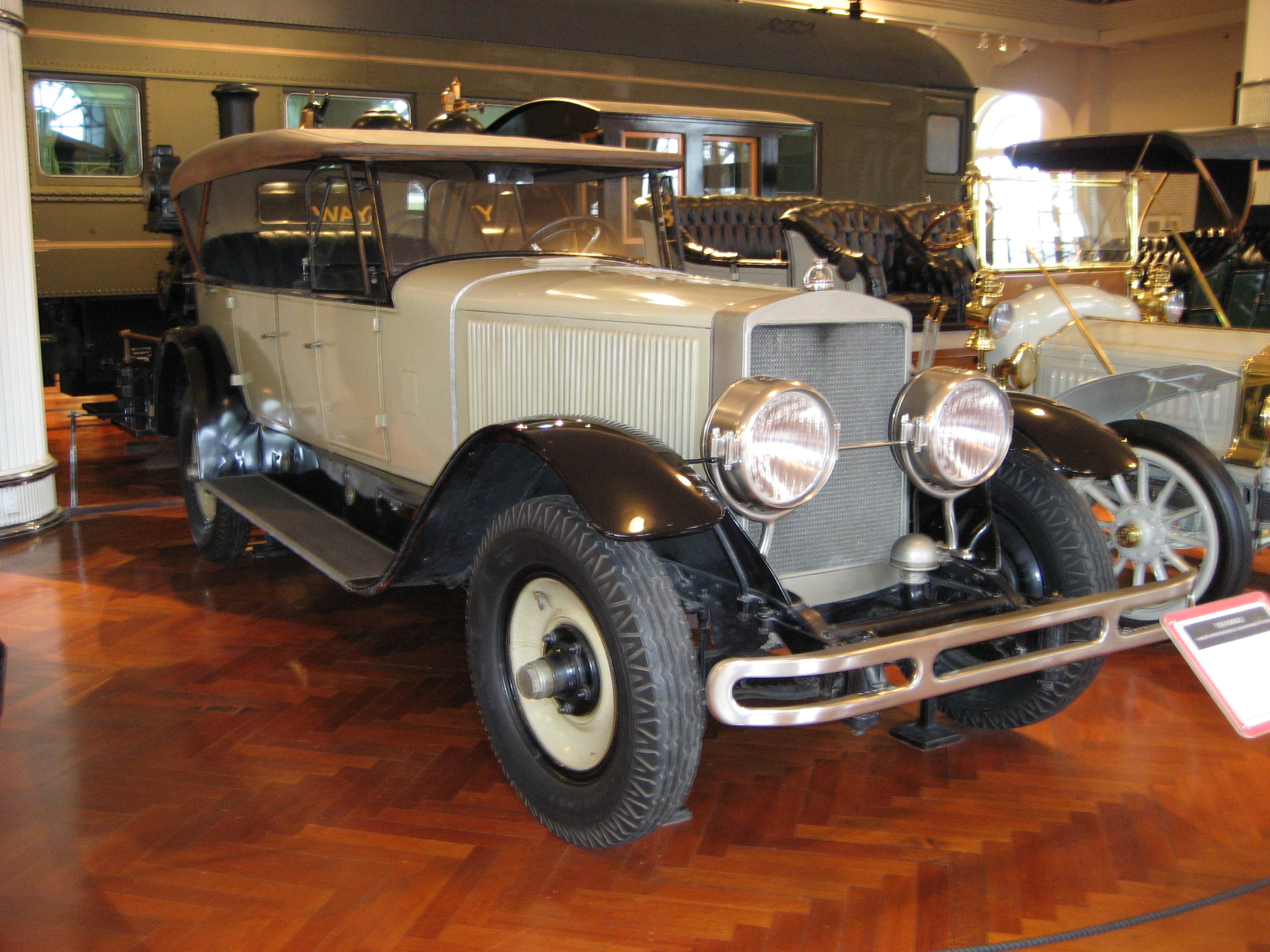
Auto a vapore Doble Model E del 1924

Negli anni si susseguirono diversi tentativi di introdurre sul mercato auto a vapore più performanti. La Doble riuscì ad esempio a ridurre notevolmente il tempo di accensione dell'auto grazie ad un generatore di vapore monotubo e ad una maggiore automazione dei processi di combustione e del flusso dell'acqua. Nel 1923 le loro automobili potevano essere messe in moto in meno di 40 secondi.

### Paxton Phoenix

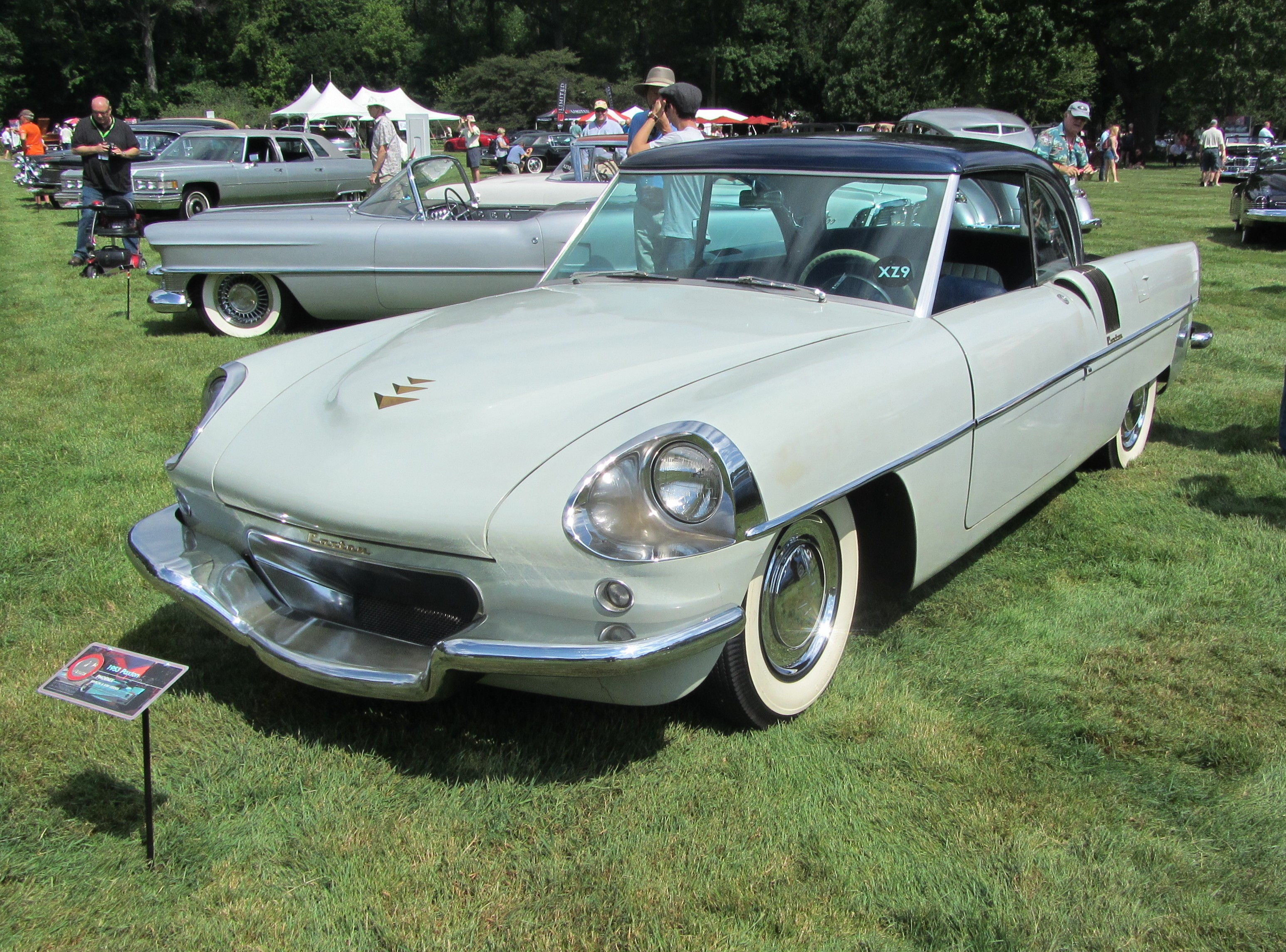
Auto a vapore Paxton Phoenix del 1953

Abner Doble sviluppò il motore Doble Ultimax per l'utilizzo sulla Paxton Phoenix, un'automobile della McCulloch Motors Corporation. Il progetto venne poi abbandonato nel 1954.

### Declino delle auto a vapore
Le auto a vapore divennero progressivamente meno popolari con l'introduzione dei motorini d'avviamento elettrici, che eliminavano la necessità di avviare manualmente le auto tramite manovelle. Inoltre l'introduzione della catena di montaggio da parte di Henry Ford, che riduceva notevolmente i costi sia per l'azienda che per l'utente finale, fu un fattore fondamentale per la scomparsa dei mezzi a vapore.

## Seconda metà del 1900

### Rinnovo dell'interesse
Nel 1968 si riaccese l'interesse verso i veicoli a vapore, anche grazie all'avanzamento tecnologico. Nuovi progetti utilizzavano caldaie più sicure ed efficienti. Alcune compagnie, tra cui Controlled Steam Dynamics, General Motors, Thermo-Electron Corp. e Kinetics Inc. costruirono motori ad alte prestazioni. Bill Lear costruì un autobus e adattò una Chevrolet Monte Carlo all'utilizzo di una turbina a vapore di sua invenzione.

### Record di velocità su terra
Il 25 agosto 2009 l'auto Inspiration, costruita da un team di ingegneri inglese, raggiunse la velocità di 225.05 km/h presso la Edwards Air Force Base nel deserto del Mojave. L'auto era lunga 7.62 m ed aveva un peso di 3 tonnellate; la carrozzeria in fibra di carbonio e alluminio montava 12 caldaie e oltre 3 km di tubi per il vapore.